# 아카마쓰 마사노리

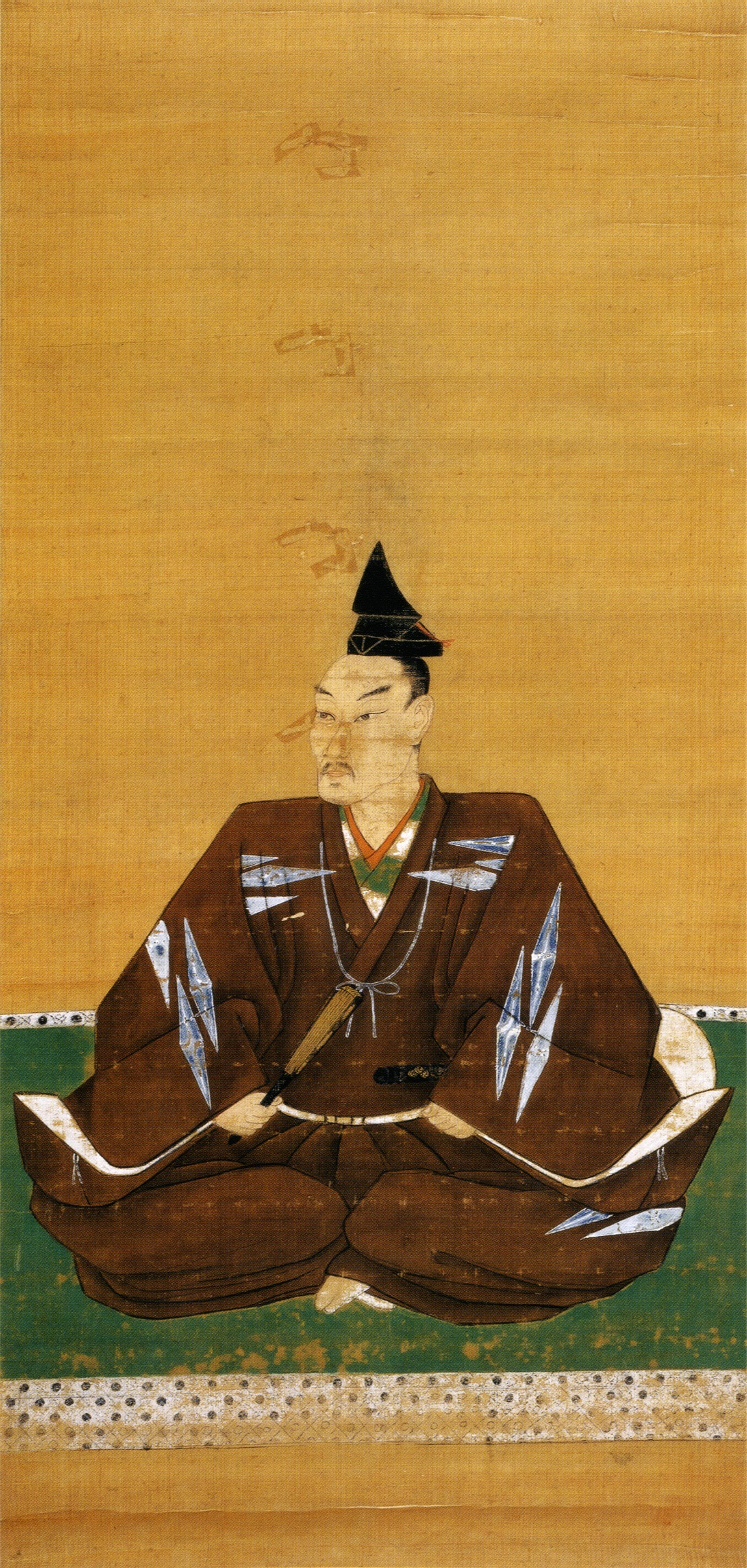
아카마쓰 마사노리

아카마쓰 마사노리(일본어: 赤松政則, 1455년 ~ 1496년 6월 6일)는 무로마치 시대 후기의 무장·다이묘로서 하리마·미마사카·비젠의 슈고 다이묘, 센고쿠 다이묘이다.

## 생애

### 유소년기
고쇼 원년(1455년), 아카마쓰 미쓰스케(赤松満祐)의 조카 아카마쓰 도키카쓰(赤松時勝)의 아들로 태어났다. 아카마쓰 가문(赤松氏)은 가키쓰 원년(1441년)에 아카마쓰 미쓰스케가 무로마치 막부 제 6대 쇼군 아시카가 요시노리(足利義教)를 살해한 가키쓰의 난(嘉吉の乱) 때문에 막부 군의 공격을 받고 멸망했다. 이 때문에, 부친 도키카쓰와 마사노리는 교토 겐닌지(建仁寺)에서 양육되었다.
마사노리가 태어나기 1년 전(1454년)에 일족 아카마쓰 노리나오(赤松則尚)가 하리마(播磨)에서 거병했으나, 다음해 야마나 소젠(山名宗全)에게 토벌당하였다.

### 조로쿠의 변
조로쿠 2년(1458년), 아카마쓰 가문의 구신 이와미 타로(石見太郎), 고즈키 미치요시(上月満吉) 등이 진력하여 후남조(後南朝)의 행궁을 습격하여 어새를 탈환한 공적으로, 9월에 일족인 마사노리의 아카마쓰 가문의 가독 상속이 허락되어 마사노리는 가가 반국의 슈고 다이묘로서 아카마쓰 가문을 재흥하게 되었다(조로쿠의 변).

### 오닌의 난
간쇼 6년(1465년)에 관례를 올렸다.
분쇼 원년(1466년), 호소카와 가쓰모토(細川勝元) 등에 의해 제 8대 쇼군 아시카카 요시마사(足利義政)의 근신 이세 사다치카(伊勢貞親)와 선승 기케이신즈이(季瓊真蘂) 등이 정계에서 축출당한 분쇼의 정변이 일어나자, 마사노리도 실각하게 되나, 가쓰모토의 지원을 받아 곧 정계에 복귀하게 된다.
오닌 원년(1467년)에 일어난 오닌의 난에서는 동군(호소카와 가쓰모토 측)에 가담하여 본래 아카마쓰 가문의 영지였던 하리마·미마사카·비젠를 회복하였다. 분메이 3년(1471년)에는 사무라이도코로의 수장인 도닌(頭人)에 임명되었다.

### 야마나 가문과의 대립
하리마를 비롯한 산요 지방에서 세력을 회복하였기 때문에 산인 지방에서 세력을 떨치던 숙적 야마나 마사토요(山名政豊)와의 대립이 격화되어 오닌의 난이 수습된 뒤에도 분쟁이 이어졌다. 분메이 15년(1483년)에 우라가미 노리무네(浦上則宗)로부터 후쿠오사 성(福岡城) 구원 요청을 받아 지원군을 보내면서도, 야마나 가문의 본거지인 다지마 공격에 집착하여 마유미 고개(真弓峠)에서 야마나 마사토요에게 대패하여 역으로 하리마까지 추격당하여 후쿠오카 성을 함락당하고 말았다. 이 실책으로 우라가미 노리무네 등의 중신들이 일단 실권을 잡고, 마사노리는 사카이로 추방되었다.
노리무네는 일족 아리마 스미노리를 옹립하려는 움직임을 보이는 등 분열의 양상을 보이나, 이 내분을 틈탄 야마나 가문의 공격으로 궁지에 몰리게 되자 아시카가 요시마사의 중개로 마사노리와 화해하였다. 그 뒤 5년에 걸친 공방전 끝에, 조로쿠 2년(1488년)에 야마나 세력을 구출하여 영국지배체제를 확립하였다.

### 종삼위로
제 9대 쇼군 아시카가 요시히사(足利義尚)와 제 10대 쇼군 아시카가 요시타네(足利義稙)를 섬겨서 군 부교로서 종군하는 등의 공적을 거듭하여 메이오 2년(1493년), 사카이 출진 중에 호소카와 마사모토(細川政元)의 여동생을 아내로 맞았다. 이듬해 메이오 3년(1494년)에 종삼위(従三位)에 서위되었다.
메이오 5년(1496년) 4월 25일, 하리마에서 병사하였다. 향년 42세.
아들 무라히데(村秀)가 있었으나 서자였기 때문에, 일족인 시치조(七条) 가문에서 온 양자 요시무라(義村)가 가독을 이었다.

## 인물·일화
- 쇼군가인 아시카가씨 이외의 무가로서 삼위에 서위된 것은 마사노리가 처음이다.
- 노와 사루가쿠를 장려하는 등 일류 문화인으로서 이름을 떨치나, 정도가 지나쳐 사루가쿠 배우를 가신으로 삼으려고 하여 가문 내의 반감을 사기도 하였다.
- 다이묘로서는 드물게도 도공(刀工)으로서도 일류로서 명공 오사후네 무네미쓰(長船宗光)를 사사하였다고 하며, 후세에 몇 개의 명도를 남겼다. 그 대부분을 가신에게 하사하였다고 한다.

| 전임 아카마쓰 미쓰스케 | 제9대 아카마쓰 씨 종가 당주 1458년 ~ 1496년 | 후임 아카마쓰 요시무라 |